# 三國聯盟 (1668年)
1668年三国同盟（瑞典语：Trippelalliansen）是英格兰王国、瑞典帝国和荷蘭共和國于1668年5月組成的聯盟。该联盟是為應對法国佔領西屬尼德蘭和弗朗什-孔泰而成立的。
由于瑞典和英国在1672年至1678年的法荷战争开始时支持法国，使得三國聯盟實質解體，但它标志着英国和荷兰開始将法国视为共同的威胁，為後來的奥格斯堡同盟奠定基礎。奥格斯堡同盟參與了1688-1697年間的大同盟戰爭和1701-1714年間的西班牙王位繼承戰爭。